# Vizcondado de Priego
El vizcondado de Priego es un título nobiliario español otorgado, en 30 de diciembre de 1848, por la reina Isabel II a favor de Luis José Sartorius y Tapia, presidente del Consejo de Ministros y de las Cortes y senador del reino.

## Historia de los vizcondes de Priego
- Luis José Sartorius y Tapia (1820-1871), I vizconde de Priego[1] y I conde de San Luis.

Casó con María de los Remedios Chacón Romero de Cisneros, hija de Rafael Chacón y Urbina, VII marqués de Cela. Le sucedió su hijo:
- Fernando Sartorius Chacón (Madrid, 17 de diciembre de 1860-Sarauz, 20 de agosto de 1926), II vizconde de Priego[3] y III conde de San Luis.

Casó el 7 de febrero de 1891 con Carmen Díaz de Mendoza y Aguado (1864-1929).
- Fernando Sartorius y Díaz de Mendoza (2 de octubre de 1893-Madrid, 1 de abril de 1972[4]), III vizconde de Priego[3] y IV conde de San Luis.[3]

Casó con María del Carmen Álvarez de las Asturias Bohorques y Goyeneche (1899-¿?), hija de Mauricio Álvarez de las Asturias Bohorques y Ponce de León, IV duque de Gor, y de su esposa Rosa de Goyeneche y de la Puente. Fueron los padres de varios hijos, entre ellos, Nicolás Sartorius. Sucedió su hijo:
- Fernando Sartorius y Álvarez de las Asturias Bohorques (m. 13 de enero de 2023[6]), IV vizconde de Priego,[5] y V conde de San Luis.[7] Le sucedió su hermano, a quien cedió el título en 2006:

- Mauricio Sartorius y Álvarez de las Asturias Bohorques, V vizconde de Priego.[5][8]

Casó, en febrero de 1956, con Myriam  Milans del Bosch. Sucedió su hijo:
- Jorge Sartorius Milans del Bosch, VI vizconde de Priego.[5][9]